# Tradescantia zebrina
Espèce
Synonymes
- Tradescantia pendula

Classification APG III (2009)
Tradescantia zebrina, autrefois appelée Zebrina pendula, est une espèce de plante plus couramment connue sous le nom de "misère" . Le nom courant est aussi employé pour des variétés très proches : T. fluminensis et T. pallida.

## Variétés
1. Tradescantia zebrina var. flocculosa (G.Brückn.) D.R.Hunt - Mexique tropical, Guatémala, Honduras.

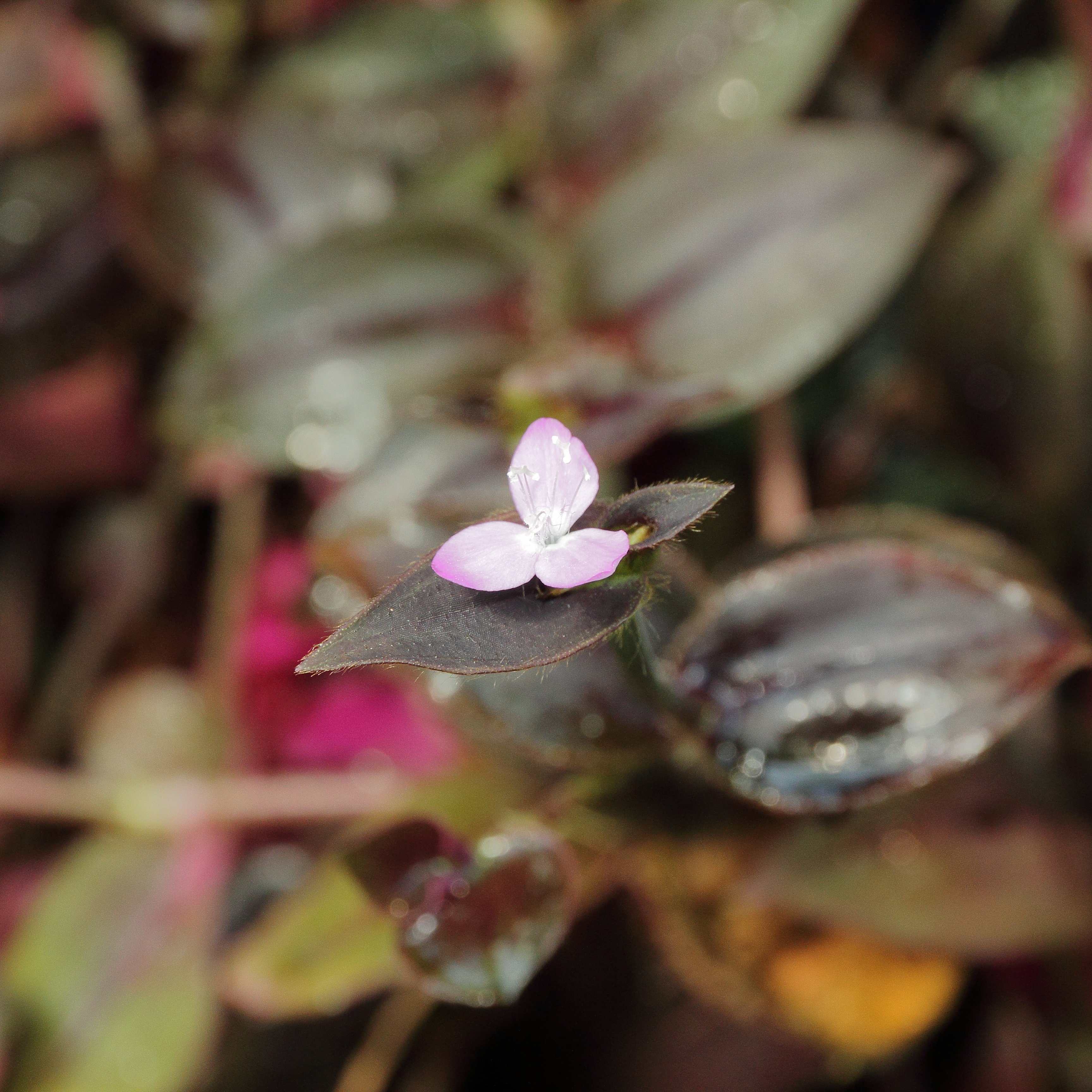
var. Purpusii.

2. Tradescantia zebrina var. mollipila D.R.Hunt - Mexique tropical.
3. Tradescantia zebrina var. zebrina - presque partout au Mexique, du nord au sud, Amérique centrale, Colombie[1].

## Description

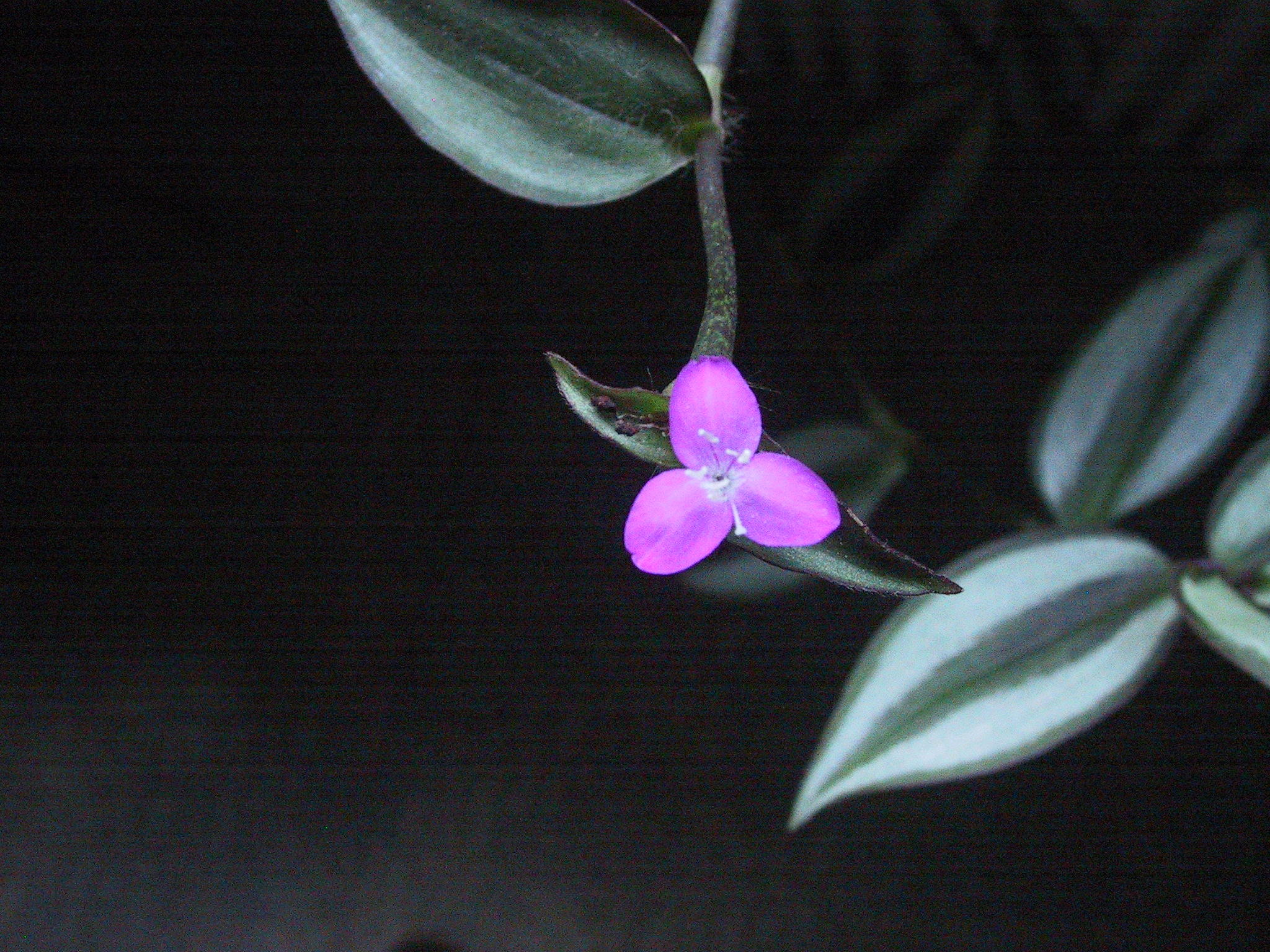
La fleur est discrète.

Tradescantia zebrina présente des zébrures attractives sur ses feuilles, la surface supérieure montre des lignes parallèles à l'axe central, pourpres quand elles sont récentes mais qui deviennent vertes en vieillissant, ainsi que deux larges bandes argentées sur les bords extérieurs, alors que la face inférieure est d'un rouge-magenta profond, uniforme.

## Répartition

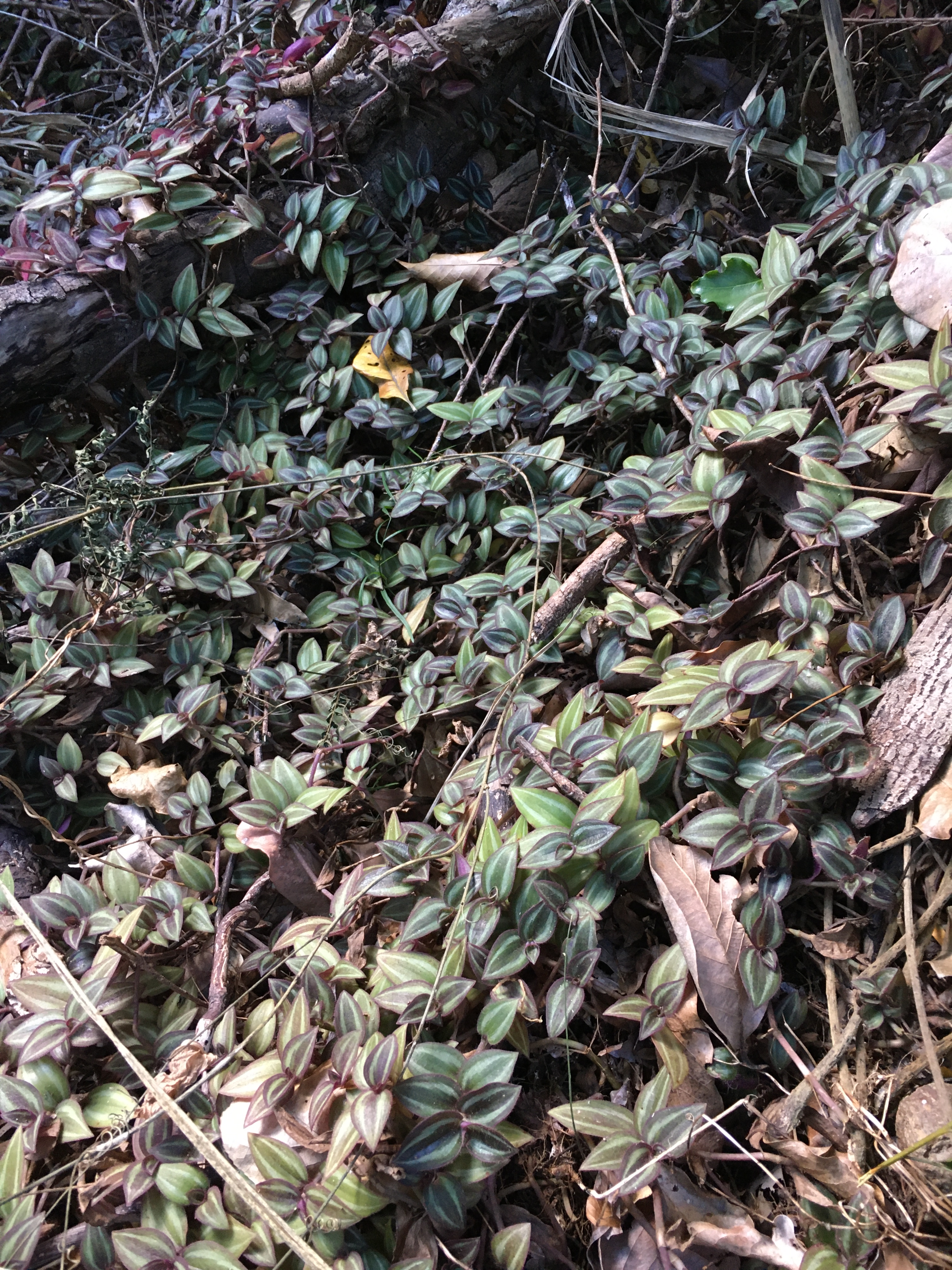
Présence de Tradescantia zebrina dans un milieu forestier dégradé à Canala, Nouvelle-Calédonie

Tradescantia zebrina vient du Mexique, Amérique centrale et Colombie, elle s'est naturalisée dans certaines régions d'Asie, Afrique, Australie, Amérique du Sud et différentes îles océaniques,,.
Elle est considérée envahissante en Nouvelle-Calédonie. Le Code de l'environnement de la Province Sud interdit l’introduction dans la nature de cette espèce ainsi que sa production, son transport, son utilisation, son colportage, sa cession, sa mise en vente, sa vente ou son achat.

## Usages

### Culture
La plante est utilisée comme plante d'intérieur et en couverture de sol. Sa reproduction se fait par bouturage, elle se multiplie facilement et ses drageons colonisent le voisinage. Elle peut devenir envahissante si elle n'est pas contenue.

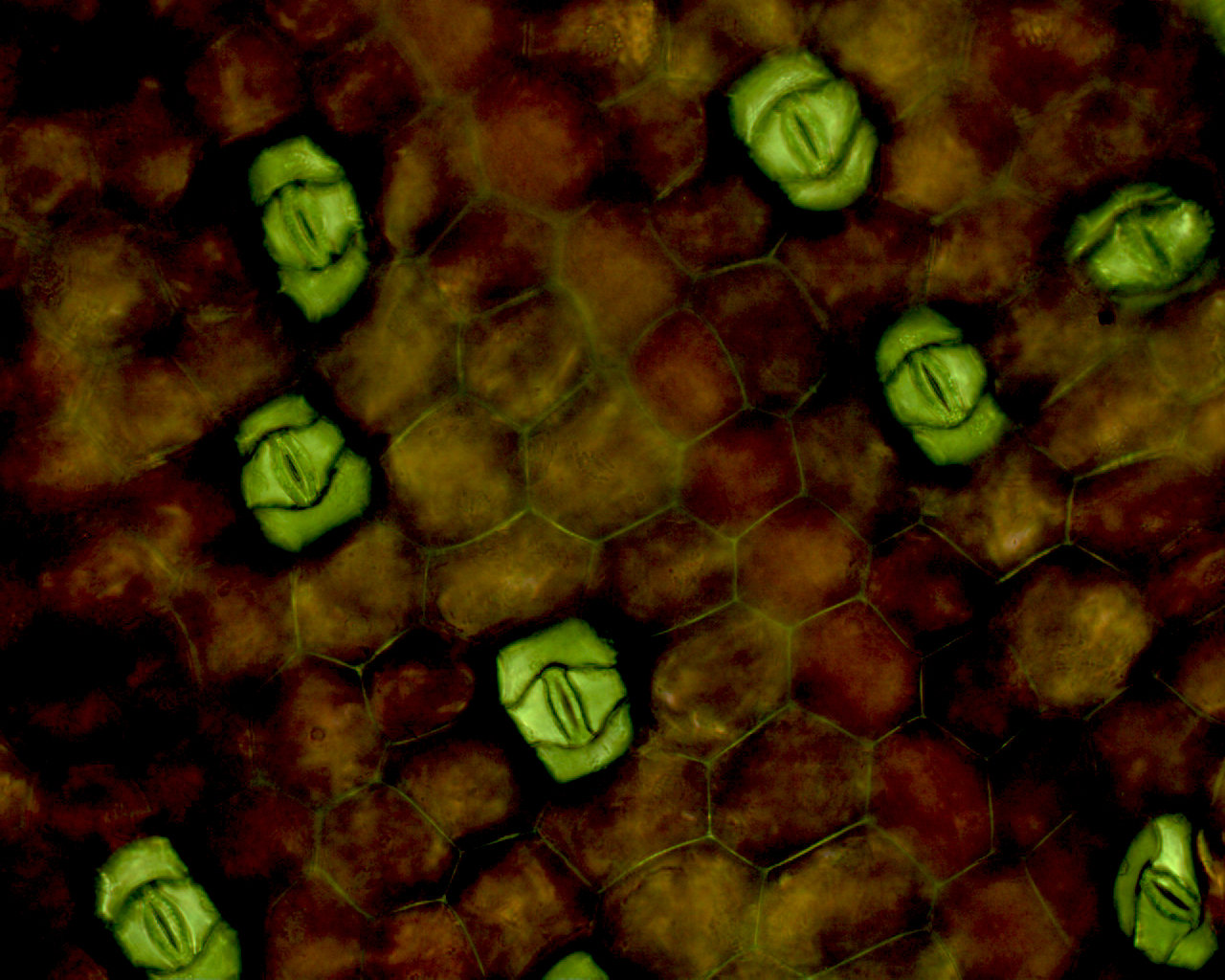
Stomates de la plante.

Elle a obtenu le trophée de la Société Royale d'horticulture (Royal Horticultural Society) et une consécration du Garden Merit (Award of Garden Merit).

### Utilisations médicinales
Au sud-ouest du Mexique, dans la région de Tabasco, on l'utilise comme herbe à thé, pour confectionner une boisson froide appelée Matali.[réf. nécessaire]
Elle serait aussi utilisée en Chine comme lubrifiant.  [réf. nécessaire]

### Toxicité
Une irritation de la peau peut survenir à la suite de contacts répétés avec la plante — particulièrement avec la sève qui est très claire et liquide - une caractéristique particulière à T. zebrina si on la compare aux autres variétés mentionnées ci-dessus.